# 王理瑱

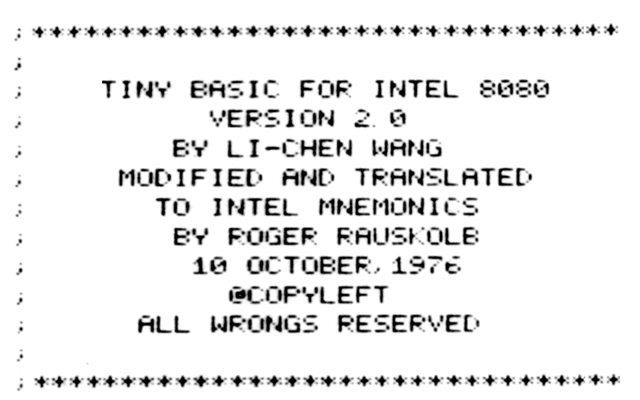
王の「コピーレフト」表示

王 理瑱（おう りてん、Li-Chen Wang、リーチェン・ワン、1935年 - ）は、台湾出身のアメリカ合衆国のプログラマである。Intel 8080ベースのマイクロコンピュータ用のPalo Alto Tiny BASICを開発したことで最もよく知られている。

## 若年期
1959年に国立台湾大学を卒業し、1961年に国立清華大学で物理学の修士号を取得した後、アメリカに留学し、メリーランド大学で物理学の博士号を取得した。卒業後はスタンフォード線形加速器センター（現 SLAC国立加速器研究所）に勤務した。
Intel 4004、4040、8080、Z80、MOS 6502などのマイクロプロセッサで遊ぶのが趣味で、ホームブリュー・コンピュータ・クラブのメンバーであり、タンディやクロメンコの初期のマイクロコンピュータシステムのソフトウェアに多大な貢献をした。

## Palo Alto Tiny BASIC
Palo Alto Tiny BASICは、Dr. Dobb's Journal(DDJ)に掲載されたTiny BASICの4番目のバージョンだが、それらの中でおそらく最も影響力のあるバージョンである。1976年5月のVol.1, No.5に掲載されたもので、メモリを節約するためにコマンドを省略し、配列変数("@")を含めるという斬新な方法で、他のバージョンのTiny BASICとは一線を画していた。このインタプリタは1.77キロバイトのメモリを占有し、ユーザの入出力にはテレタイプ端末を使用することを前提としている。DDJの6・7月号(Vol.1, No.6)には、元の記事の正誤表が掲載された。この記事には、プロセッサ・テクノロジー社のVDMビデオディスプレイ用のコードを例に、I/Oデバイスを追加する情報も含まれていた。
王はまた、Tiny BASICにマイコン向けゲーム『スタートレック』を移植し、『ピープルズ・コンピュータ・カンパニー・ニュースレター』1976年7月号で発表した。

## タンディ

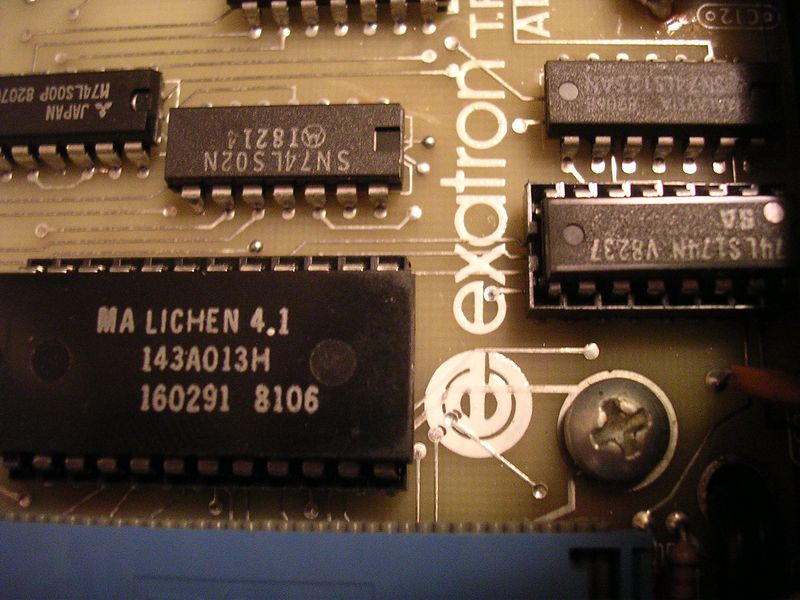
TRS-80 Model 1 Exatron Stringy Floppyドライブ用に製作されたExatron ROMには"LICHEN"(Li-Chen)と記載されている。

チャールズ・D・タンディがアイデアを売るために実施したTRS-80 Model Iの試作機の実演は、王が作成したBASICによって行われた。
TRS-80 Model I用のExatron Stringy Floppy ROMには王の名前が記載されている。組み込みシステムのコラムニストであるジャック・クレンシャーは、14Kの読み書き速度を実現した王のマンチェスター・エンコーディング・コードを「芸術作品」と評している。

## クロメンコ

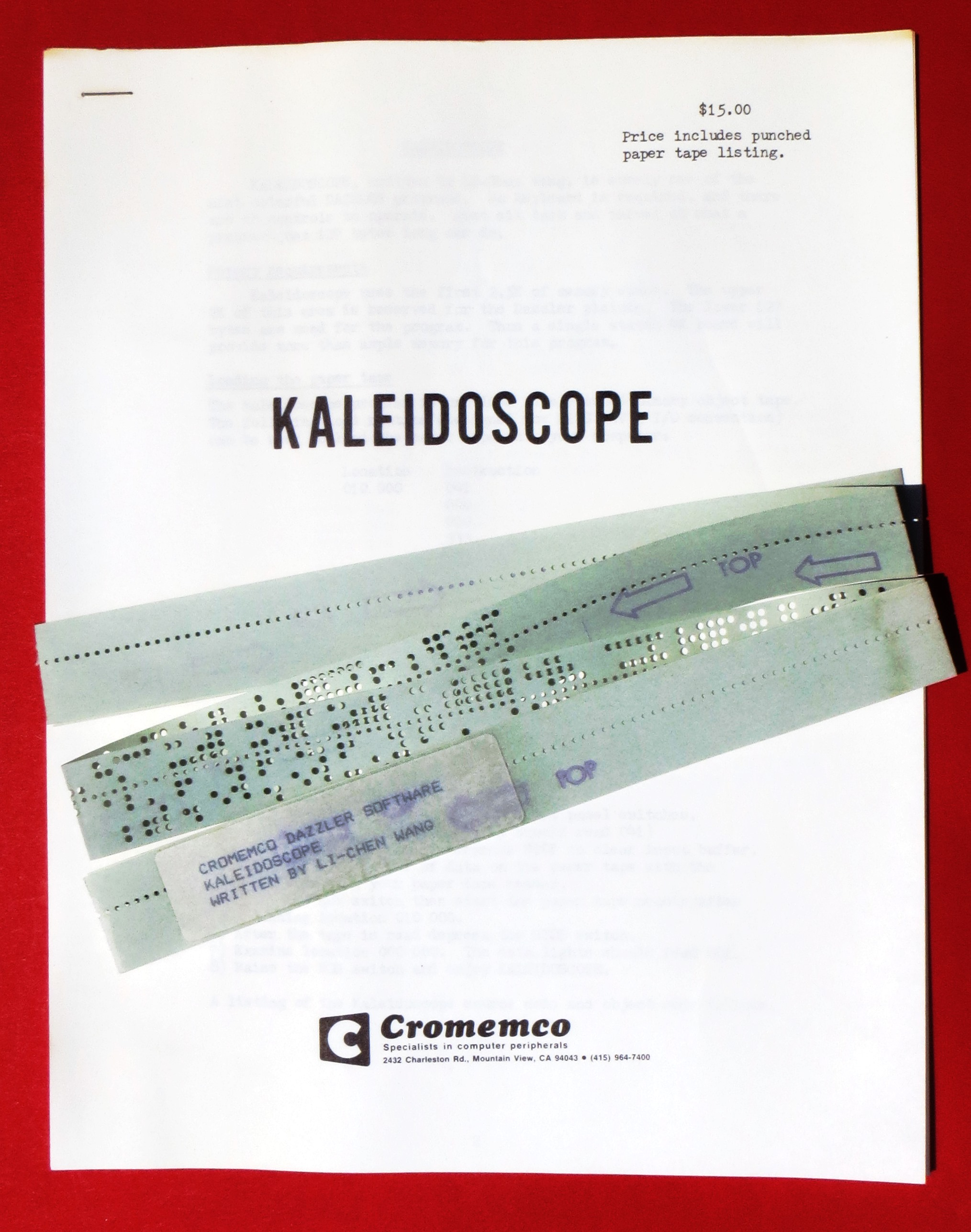
王がCromemco Dazzlerのために製作したKaleidoscopeのプログラムコード。たった127バイトのこのプログラムが、ニューヨークに大渋滞を引き起こした。

クロメンコ社が開発した、マイクロコンピュータ用の初のカラー・グラフィックス・インターフェイス・Dazzlerを紹介するのに、1976年に王が製作した『Kaleidoscope』というデモプログラムが使用された。『バイト』誌によれば、8080のアセンブリコードで書かれたこのプログラムは127バイトの長さしかなかった。しかし、この短いプログラムはニューヨークの5番街の交通を止めてしまった。
コンピューター・マート・オブ・ニューヨークのオーナーであるスタン・ヴァイトは、1976年初頭にニューヨーク市の5番街と32番街の角にある自身の店のショーウィンドウにカラーテレビを設置し、Kaleidoscopeによる万華鏡の変化するパターンを表示させた。そのときのことをヴァイトは次のように語っている。「車で通りかかった人々は車を止めて見始めました。それは今までに見たことのないものでした。Dazzlerは短時間のうちに5番街の渋滞を引き起こしたのです!」警察はビルの大家に連絡を取り、テレビの接続を切らせた。
王はまた、クロメンコのために「3K Control Basic」を開発した。

## その他の貢献
王は、ロボットを制御するためのプログラミング言語・WSFN(Which Stands for Nothing)を作成し、1977年9月にDDJで発表した。
2001年、王はIrDAの技術・評価委員会の委員長に2期目の再選を果たした。2004年には、カリフォルニア州フリーモントにあるACTiSYS社の最高技術責任者(CTO)として、赤外線/モバイル製品を担当した。